# Stanisław Krzaklewski

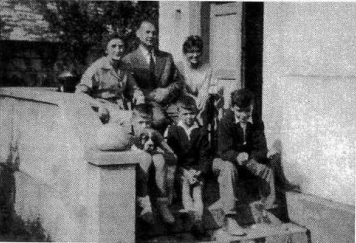
Stanisław Krzaklewski wraz z rodziną

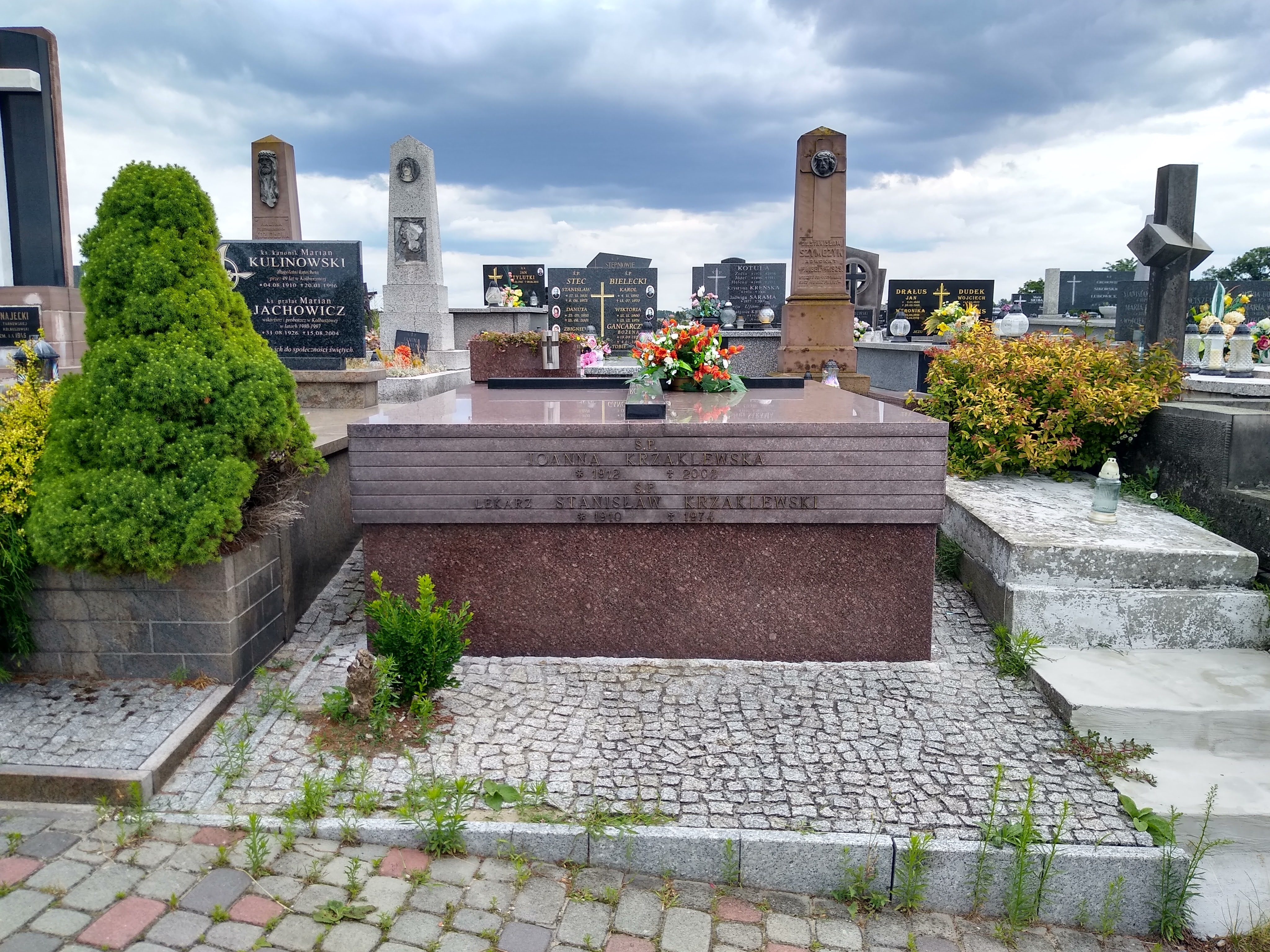
Grób Stanisława Krzaklewskiego i jego małżonki

Stanisław Krzaklewski (ur. 17 lutego 1910 w Zabłotowcach, zm. 12 czerwca 1974 w Kolbuszowej) – polski chirurg.

## Życiorys
Był drugim synem Bronisława Krzaklewskiego herbu Habdank, agronoma i zarządcy majątku ziemskiego oraz nauczycielki Marii Stańskiej. Miał dwie siostry, Helenę i Jadwigę. Ukończył szkołę średnią we Lwowie. W latach 1931–1936 studiował medycynę na lwowskim Uniwersytecie Jana Kazimierza. Dyplom lekarza uzyskał w 1936 roku. Pracował jako lekarz w Klinice Chirurgii profesora Lipińskiego. Podczas pracy w klinice napisał pracę doktorską, jednak wybuch II wojny światowej nie pozwolił mu jej obronić.
Brał czynny udział w kampanii wrześniowej. Po jej zakończeniu przedostał się do Lwowa. Podjął tam pracę w Oddziale Chirurgii jako asystent profesora Władysława Dobrzanieckiego w Instytucie profesora Rudolfa Weigla. Po wkroczeniu do Lwowa Niemców w 1941 roku rozpoczął działalność w konspiracyjnym zorganizowanym lecznictwie. Został dowódcą wojsk sanitarnych Armii Krajowej w Okręgu Stanisławów. Na początku 1945 roku otrzymał pracę lekarza okręgowego Ubezpieczalni Społecznej w Ulanowie. Był więziony w rzeszowskim zamku za pomoc sanitarną i lekarską, którą udzielał partyzantom. Po opuszczeniu aresztu przez kilka miesięcy piastował funkcję zastępcy dyrektora Szpitala PCK w Nisku.
Od listopada 1948 roku pełnił funkcję dyrektora Szpitala Powiatowego w Kolbuszowej, a zarazem ordynatora oddziału chirurgii. Podczas współpracy z Eugeniuszem Adamusem zainicjował powstanie ośrodków zdrowia w Raniżowie i Sokołowie Małopolskim oraz punktów lekarskich i pielęgniarskich w Majdanie Królewskim, Niwiskach, Przedborzu i Wilczej Woli przekształconych później w ośrodki zdrowia. Przyczynił się również do powstania izb porodowych w Cmolasie, Lipnicy i Niwiskach, spółdzielni zdrowia w Nienadówce oraz poradni przeciwgruźliczej w Górnie. Organizował kursy felczerskie oraz zabiegał o budowę nowego szpitala w Kolbuszowej. Jego plany zostały zrealizowane pod koniec lat 60.
Należał do Towarzystwa Chirurgów Polskich oraz Towarzystwa Opieki nad Zabytkami im. Juliana Goslara. Był członkiem Lekarskiego Sądu Koleżeńskiego w Rzeszowie. Pełnił funkcję przewodniczącego powiatowego komitetu do zwalczania znachorstwa w powiecie kolbuszowskim.
Zmarł 12 czerwca 1974 roku podczas pracy w kolbuszowskim szpitalu powiatowym. Został pochowany na cmentarzu w Kolbuszowej.

## Życie prywatne
W 1939 roku ożenił się z Joanną Owoc, absolwentką Wydziału Chemii Uniwersytetu Jana Kazimierza we Lwowie. Doczekali się pięciorga dzieci: Wojciech Krzaklewski, Marian Krzaklewski, Barbara Frączek Stanisław Krzaklewski i Teresa Grażyna Jabłońska.

## Upamiętnienie
W 2017 roku został patronem dawnej ulicy 22 Lipca w Kolbuszowej.
Od 2019 roku jest patronem bloku operacyjnego w Szpitalu Powiatowym im. Jana Pawła II w Kolbuszowej.